# Yasuhiko Moriwaki
Yasuhiko Moriwaki (森脇 保彦, Moriwaki Yasuhiko) est un judoka japonais né le 7 mai 1952.

## Biographie
Moriwaki est originaire de Kake (en) et commence le judo au collège.
Lorsqu'il est membre du club de judo du lycée Sotoku, il est aux côtés de Takao Kawaguchi et Yoshiharu Minami (en).
En 1974, alors qu'il est étudiant à l'Université Kokushikan, Moriwaki remporte une médaille d'or aux championnats du monde universitaires organisés à Bruxelles. Après avoir obtenu son diplôme, il devient entraîneur de l'université de Kokushikan.
En 1979, Moriwaki remporte une médaille de bronze aux championnats du monde organisés à Paris. Il devait également obtenir une médaille aux Jeux Olympiques de 1980, mais il ne peut pas car les Jeux Olympiques d'été de 1980 sont boycottés par le gouvernement japonais.
Moriwaki remporte une médaille d'or aux championnats du monde en 1981, à l'âge de 29 ans.
Depuis 2010, il est entraîneur au Kokushikan Women's Judo Club.

## Palmarès

### Coupe Jigoro Kano
- Coupe Jigoro Kano de 1978 :
  -  Seconde place dans la catégorie des poids super-léger (-60 kg).

### Championnats du monde de judo
- Championnats du monde de 1979 à Paris (France) :
  -  Médaille de bronze dans la catégorie des poids super-léger (-60 kg).
- Championnats du monde de 1981 à Maastricht (Pays-Bas) :
  -  Médaille d'or dans la catégorie des poids super-léger (-60 kg).